# Письмо к учёному соседу
«Письмо к учёному соседу» — первый печатный рассказ русского писателя XIX—XX века Антона Павловича Чехова, впервые опубликованный под псевдонимом «….въ» 9 марта 1880 года в десятом номере художественно-юмористического журнала «Стрекоза». Точное время написания рассказа осталось неизвестным, он создавался на основе материала, с которым Чехов ранее выступал по вечерам в кругу семьи. Литературоведами было отмечено, что несмотря на распространённость жанра, Чехову удалось привнести нечто новое в юмористическую журналистику.

## Сюжет
Юмористический рассказ в форме письма сельского помещика Василия Семи-Булатова своему новому соседу-профессору Максиму, который приехал из Петербурга в село Блины-Съедены. В письме помещик пытается познакомиться с ним и продемонстрировать ему свой глубокий ум, но при этом письмо написано совершенно безграмотно и содержит огромное количество научных нелепиц.

## История создания
Согласно воспоминаниям младшего брата писателя Михаила Павловича Чехова, рассказ представлял собой «в письменной форме тот материал, с которым он выступал по вечерам у нас в семье, когда приходили гости и он представлял перед ними захудалого профессора, читавшего перед публикой лекцию о своих открытиях», а формой для этого рассказа «послужило письмо его деда Егора Михайловича к его отцу Павлу Егоровичу». Согласно же другим исследованиям, А. П. Чехов в рассказе пародировал письма своего отца Павла Егоровича. Также высказывалась гипотеза, что высмеивание антидарвинизма в рассказе связано с влиянием на Чехова, который в то время был студентом-первокурсником медицинского факультета Московского университета, профессора К. А. Тимирязева, который активно пропагандировал на факультете учение Ч. Дарвина.
Дата написания рассказа неизвестна. Первое упоминание о нём появилось в журнале «Стрекоза» 13 января 1880 года: «Москва, Грачёвка, г. А. Че-ву. Совсем недурно. Присланное поместим. Благословляем и на дальнейшее подвижничество». 20 января 1880 года главный редактор И. Василевский писал Чехову: «Милостивый государь! Редакция честь имеет известить Вас, что присланный Вами рассказ написан недурно и будет помещён в журнале. Гонорар предлагается редакцией в размере 5 коп. со строки». Цензурное разрешение было получено 6 марта 1880 года. Изначально, по воспоминаниям Михаила Павловича Чехова, в рукописи рассказ назывался «Письмо к учёному соседу». В печати вышел как «Письмо донского помещика Степана Владимировича N к учёному соседу д-ру Фридриху». Впервые был опубликован под псевдонимом «….въ» 9 марта 1880 года в десятом номере художественно-юмористического журнала «Стрекоза».
В 1882 году Антон Павлович планировал напечатать рассказ в составе авторского сборника «Шалость». По требованию цензурного комитета (цензором выступал В. Я. Фёдоров) для включения рассказа в сборник Чехову пришлось заменить в тексте «местного максимуса понтифекса отца Герасима» на «соседа Герасимова». Любые упоминания церкви и духовенства последовательно вычёркивались цензурой по всему сборнику. Сборник был отпечатан, но в итоге был не допущен цензурой.

## Художественные особенности
Литературовед Сергей Дмитриевич Балухатый обратил внимание, что «раннее обращение Чехова к писанию юмористических рассказов вытекало из комического, как бы „органического“, дара Чехова, который изливался не только в словесном творчестве, но и в письмах, беседах, в обыденной жизни писателя». Первый печатный рассказ, по мнению критика, мог быть написан как пародия на некоторый отрывок из послания неизвестного человека, который сохранился в ялтинском доме писателя.
Подобный пародийный жанр, основным элементом которого выступал поверхностный и утрированный комизм, был достаточно распространён в журналах 1870-х — начала 1880-х годов.
Но по мнению литературоведа Михаила Петровича Громова, подчинив языковой строй письма характеру лица, от имени которого оно сочинялось, Чехов на основе избитого жанра придумал нечто новое для юмористической журналистики. К подобному писатель уже был подготовлен предыдущим опытом работы над драмой «Безотцовщина» и водевилями, написанными «превосходным языком и очень характерным для каждого там выведенного лица». Критик отметил те же тонкие акценты орфографии, витиеватости слога, своеобразие «старческих гиероглифов», раскрывающие глубокий образ главного героя, автора письма. Уже в этом персонаже прослеживаются черты будущего Хамелеона и унтера Пришибеева.

## Авторские варианты
Известно два авторских варианта текста рассказа, различия между которыми сведены в таблицу ниже (без учёта цензурных исправлений в издании 1882 года — «отца Герасима» на «соседа Герасимова»). Текст в таблице приведён в современной русской орфографии, но умышленно внесённые А. П. Чеховым орфографические ошибки («извените», «нащот», «приежжайте» и др.) сохранены.
| Авторский вариант 1880 года (журнал «Стрекоза»)                                         | Авторский вариант 1882 года (сборник «Шалости») |
| --------------------------------------------------------------------------------------- | --- |
| Письмо донского помещика Степана Владимировича N к учёному соседу д-ру Фридриху         | Письмо к учёному соседу |
| —                                                                                       | Село Блины-Съедены |
| Соседушко! Фриедрих                                                                     | Соседушка. Максим… |
| целый год прошёл, то есть погрузился в волны вечности                                   | целый год прошёл |
| мелким человечком                                                                       | мелким человечиком |
| тоже не знаете                                                                          | стрекозу жалкую не знаете |
| старческих гиероглифов                                                                  | старческих гиероглифоф |
| аттестатами с дипломом                                                                  | аттестатами |
| и горячих напитках                                                                      | и неумеренном употреблении горячих напитков |
| Ивана                                                                                   | Ивана (Майора) |
| без хфастовства                                                                         | без хвастовства |
| и тому подобное и тому подобное прочее                                                  | и тому подобное прочее |
| —                                                                                       | Я недавно читал у одного Французского учёного, что львиная морда совсем не похожа на человеческий лик, как думают учёныи. И насщот этого мы поговорим. |
| Приежжайте, пожалуйста, сделайте милость, удружите не разумному соседу.                 | Приежжайте, сделайте милость. |
| Через неделю прибудет ко мне                                                            | Через неделю ко мне прибудет |
| Иван                                                                                    | Иван (Майор) |
| и науки не любит                                                                        | и наук не любит |
| должен доставить Вам мой ключник                                                        | должен Вам доставить мой ключник Трофим |
| Если привезёт                                                                           | Если же привезёт |
| позже доставит                                                                          | доставит пожже |
| не нами вздуман                                                                         | не нами выдуман |
| а потому всепременно                                                                    | а потому непременно |
| к нам с инструментами и книжками.                                                       | с машинками и книгами. |
| Моя жена не любит немцев, но я ей сказал, что Вы не Фриедрих, а Максим русскоподданный. | Я бы сам к Вам поехал, да конфузлив очень и смелости не хватает.                                                                                       |
| Извените за беспокойство и простите. Ожидаем Вас с нетерпением.                         | Извените меня негодника за беспокойство. |
| Остаюсь любящий Вас Войска Донского отставной урядник из дворян                         | Остаюсь уважающий Вас Войска Донского отставной урядник из дворян, ваш сосед                                                                           |
| Степан Владимира сын                                                                    | Василий Семи-Булатов |

## Адаптации
В 2010 году по мотивам рассказа был снят одноимённый мультфильм. Режиссёр — Надежда Бойко ( Видео).